# Митрофановское кладбище (Пенза)
Митрофановское (Митрофаньевское) кладбище — кладбище в г. Пензе, одно из старейших городских кладбищ.
Открыто в 1796 году за городской чертой, близ Саратовской дороги, в связи с закрытием старого Вознесенского кладбища. Ныне располагается в жилом микрорайоне города. Ограничено улицами Водопьянова, Овражной, Новотамбовской и Березовским переулком. Центральный вход на кладбище расположен на улице Водопьянова.
Кладбище предназначалось для захоронения умерших городских обывателей Пензы: ремесленников, чиновников, дворян, мещан, крестьян. Эстетический облик кладбища отличался скромностью и аскетизмом, преобладали рядовые надгробия в виде крестов, плит, колонн, пирамид, обелисков.
Справа от центрального входа на кладбище расположены братские захоронения воинов, умерших от ран в годы Великой Отечественной войны в пензенских госпиталях.
На кладбище расположены девять объектов культурного наследия Российской Федерации.
Общая площадь Митрофановского кладбища к началу XX века составляла 4,78 га, в настоящее время — 13 га.
Ещё в советское время кладбище было закрыто для захоронений и законсервировано. В то же время, вплоть до 2010-х годов делались исключения для дополнительных захоронений в родственные могилы.

## Объекты культурного наследия, расположенные на кладбище

Могилы красноармейцев, умерших в пензенских госпиталях в годы войны

Могила Вахтанга Джанполадова, лауреата Госпремии, директора завода имени Фрунзе

В настоящее время, на кладбище располагается девять объектов культурного наследия Российской Федерации, имеющих охраняемый статус. Из них, один объект имеет федеральный статус (могила К. А. Савицкого) и восемь объектов имеют региональный статус (Митрофановская церковь с интерьером, Братское захоронение советских воинов, умерших от ран в годы Великой Отечественной войны и шесть индивидуальных захоронений — могилы П. М. Чубарова, И. И. Спрыгина, И. С. Горюшкина-Сорокопудова, Ф. П. Вазерского, З. И. Олейниковой и Н. В. Мораховского).

## Кладбищенский храм
В 1834—1835 гг. на кладбище была построена каменная церковь во имя святителя Митрофана Воронежского (Митрофановская церковь). В конце XIX века церковь заново отделали и расширили двумя приделами (арх. А. Е. Эренберг; проект утвержден в 1890). В церкви находится пензенская святыня — чудотворная икона Казанской Божией Матери. Митрофановская церковь — единственный православный храм Пензы, который не был закрыт за все годы советской власти. 28 сентября 1987 года решением Пензенского облисполкома зданию Митрофановской церкви с интерьером был присвоен статус объекта культурного наследия регионального значения.

## Старинные захоронения
Кладбище имеет значительное количество сохранившихся старинных захоронений, относящихся к XIX веку — началу XX века, и имеющих определённую культурно-историческую ценность.
|  | |  | |  |                                                                                        |  |  |
|  | Могила Павла Михайловича Чубарова (1786—1824) генерал-майора, командира 3-го пехотного корпуса 5-й дивизии 3-й бригады, участника Отечественной войны 1812 года |  | Колонна из чёрного базальта на могиле подполковника корпуса жандармов Александра Клавдиевича Мишо (1800—1846) и его супруги Варвары Аполлоновны Мишо (1807—1848) |  | Надгробная плита могилы надворной советницы Варвары Григорьевны Ласковской (1795—1850) |  |  |

|  |  |  | |  | |  |  |
|  |  |  | Памятник на могиле протоиерея Льва (вероятно, Льва Васильевича Теплова, скончавшегося в 1889 году на 78-м году жизни) |  | Памятник из серого мрамора на могиле доктора Андрея Платоновича Ракеева (1855—1896), выпускника Военно-медицинской академии. |  |  |

|  | |  |                                                              |  |                                                                                        |  |  |
|  | Могила художника, академика живописи, первого директора Пензенского художественного училища Константина Аполлоновича Савицкого (1844—1905) |  | Памятник на могиле Александры Ивановны Яхонтовой (1837—1910) |  | Мраморный крест на могиле Александра Петровича Чоботова (1843—1915) и его дочери Елены |  |  |